# 浮世亭三吾・美ユル
浮世亭三吾・美ユル（うきよてい さんご・みゆる）は、松竹芸能所属の親子漫才コンビ。1995年1月11日、道頓堀浪花座で初舞台。コンビ名は、浮世亭三吾・さやかみゆる→浮世亭三吾・みゆる（1998年頃〜）→浮世亭三吾・美ゆる（2005年頃～）→浮世亭三吾・美ユル（2008年頃～）→三吾・美ユル〔亭号なし〕（2011年頃～）→浮世亭三吾・美ユル（2022年頃～）と変遷している。

## 芸風
初期は音曲漫才で、美ユルが生恵幸子のように流行歌を金切声で独唱したり、舞台上にピアノを持ち込んで童謡を合唱したりしていた。
その後、美ユルが三吾の欠点を早口で一方的にあげつらい、三吾が狼狽したところで突如敬語になり「…お父さま」の一言で締めくくる、今喜多代の芸を摸したしゃべくり漫才に移行した。
三吾の弟子には大吾・小吾（大吾は恰幅のいい男装の女性）がいた。

## メンバー
浮世亭三吾（うきよてい さんご、本名・沼口 正利、1943年12月14日 - ）
- 大分県出身。福岡県の中学校卒業後、サラリーマンをしながら喜劇の曽我廼家明蝶主催の「明蝶学院」で修行を積む。浮世亭とん平に入門し、学院で同期だった十吾と浮世亭三吾・十吾（一時期コンビ名は3×5=15）を結成。1969年に大阪万国博覧会で初舞台を踏み、若手実力派から中堅へと順調に育ったものの、十吾の引退に伴い1989年に解散。しばらく弟弟子で日系人の浮世亭ジョージ[1]と、「浮世亭三吾・ジョージ」名義で活動したが、娘と組むため1993年にコンビ解消。
- 顔が獅子舞に似ている（ジョージと組んでいた頃からよく弄られていた）。

美ユル（みゆる、本名・沼口 美ゆる、1976年2月28日 - ）
- 三吾の長女。幼少時から漫才師志望が強く、尼崎市立尼崎産業高等学校卒業を待って父と組む。
- 当初は「さやか」という屋号があった。

## 出演番組
- バラエティー生活笑百科（NHK総合テレビ）
- 上方演芸ホール（NHK総合テレビ※関西ローカル）
- 上方演芸会（NHKラジオ第1）
- 兵動大樹のほわ〜っとエエ感じ。[3]（ABCラジオ）など